# Болото (рассказ)
«Болото» — рассказ Александра Куприна, опубликованный в 1902 году.

## История создания и публикации
Рассказ «Болото» был опубликован в журнале «Мир божий», в 12-м номере за 1902 год.
Куприн работал над рассказом в середине 1902 года: летом в Петербурге, а в сентябре в Ялте. В основу произведения лёг личный опыт писателя, который он приобрёл осенью 1901 года в Зарайском уезде Рязанской губернии. Тогда Куприн занимался землемерными работами, взявши на себя обязательство замерить примерно 600 десятин крестьянской земли. По его словам, этот труд не оставлял ему ни капли свободного времени, так как близилось наступление зимы. В декабре 1901 года в письме к писателю Антону Чехову Куприн следующим образом описывал свой опыт:
Уехав из Ялты, я попал в лес, в Рязанскую губернию, и 4 месяца занимался там землемерной работой, снимая при помощи инструмента, называемого теодолитом, крестьянские леса — всего урочищ около 100 с самыми удивительными названиями, от которых веет татарщиной и даже половецкой древностью...
В октябре 1902 года Куприн предложил в письме Николаю Михайловскому, редактору петербургского журнала «Русское богатство», опубликовать в его издании один из его рассказов («Болото» или «На покое»). «Болото» не было напечатано в «Русском богатстве», но впоследствии в этом журнале появился отзыв на него.
Позднее Куприн незначительно редактировал рассказ для изданий собственных собраний сочинений, правки касались стилистики рассказа.

## Сюжет
Вольнопрактикующий землемер Егор Иваныч Жмакин и студент Николай Николаевич, сын небогатой вдовы-помещицы Сердюковой, возвращаются с землемерной съёмки. Эта Сердюкова и пригласила Жмакина составить план своих владений, а её сын вызвался помочь ему. Так как время позднее и добраться домой до наступления ночи они не успевают, путники решают заночевать у знакомого лесника Степана, живущего в доме на болоте. Заплутавших в тумане землемеров встречает с фонарём лесник и принимает их у себя. Он рассказывает, что вся его семья страдает от лихорадки, которая уже унесла жизни троих его детей. На вопрос студента почему они не лечатся, Степан отвечает, что это бесполезно из-за воздуха на болоте. Помимо Степана в доме проживают его угрюмая жена Мария и четверо детей: девочка лет десяти, грудничок и ещё двое ребятишек. Несмотря на усталость Сердюков не может заснуть, в отличие от Жмакина. Его гнетёт духота в доме, болезненное дыхание спящих его обитателей, а также тяжёлые мысли и рассуждения о судьбах членов семьи лесника. По утру у него возникает лишь одно желание — поскорее глотнуть свежего воздуха, увидеть солнце, что он и делает, быстро взобравшись на близлежащий холм.

## Критика
В рецензии в журнале «Русское богатство» отмечалось, что сочувствие крестьянству и общественная проблематика в лучшую сторону отличали «Болото» от «декадентских фиоритур». Горячие речи студента, раздражавшие Жмакина, в которых он высказывал взгляды на мужика, схожи, по мнению автора статьи, с идеями, выраженными во «Власти земли» писателем Глебом Успенским, близким к народническому движению. Журналист Николай Ашешов находил в рассказе дар Куприна отзываться на несправедливости жизни, пусть даже и малые.
В. Н. Афанасьев в своём критико-биографическом очерке отмечал сходство в художественной манере «Болота» и рассказа «В цирке», написанного Куприным в том же году. Он видит в них общую идею в том, что то, что было рождено красивым и должно было жить, радуя глаз всем окружающим (атлет из рассказа «В цирке» и больная девочка из «Болота», красотой которой восхищается Сердюков), в итоге гибнет.